# Megachile dolichosoma
Megachile dolichosoma är en biart som beskrevs av Raymond Benoist 1962. Megachile dolichosoma ingår i släktet tapetserarbin, och familjen buksamlarbin. Inga underarter finns listade i Catalogue of Life.